# Liphistius castaneus
Liphistius castaneus is een spinnensoort uit de familie Liphistiidae. De soort komt voor in Thailand.